# Celestýn I.
Svatý Celestýn I., také Celestin, latinsky Coelestinus znamená "Nebeský" († 27. července 432) byl římskokatolický kněz, v úřadu papeže katolické církve od 10. září 422 do 27. července 432. Bojoval proti náboženské herezi, potíral pelagianismus a nestoriánství. Starého kněze Nestoria, který kritizoval titul Panny Marie Bohorodička, svatý Celestýn exkomunikoval.

## Život před zvolením
O jeho mládí nejsou téměř žádné zprávy. Podle Liber pontificalis byl jeho otec Říman a jmenoval se Priscus.
Určitou dobu prý žil v Miláně se sv. Ambrožem. Nejstarší zmínka o něm pochází z dokumentu o Inocencovi I., kde se o něm mluví jako o jáhnovi (diakon) (416). Z roku 418 pochází uctivý dopis od svatého Augustina.

## Pontifikát
Celestýn nastoupil na papežský stolec v roce 422, podle Tillemonta 10. září, podle bollandistů se tak stalo 3. listopadu.
Navzdory tehdejším nepokojným časům byl zvolen bez opozice (podle listu od sv. Augustina, v němž je žádán o pomoc ve sporu Antoninem, biskupem z Fessuly). Zdá se, že Augustin a Celestýn byli velmi blízcí přátelé. Po Augustinově smrti (430) napsal Celestýn dlouhý list biskupům v Galii, v němž zakázal útoky na jeho památku.
Celestýn během svého pontifikátu vysvětil v Římě baziliku svaté Sabiny na Aventinu, z níž se dosud zachovalo několik cedrových prken.
Tvrdě potlačoval pelagiánství a v pozdějších letech i nestoriánství, jehož hlavního představitele Nestoria při jednání římského synodu roku 431 exkomunikoval. Posledními známými úředními činy Celestýna bylo vysílání misionářů na britské ostrovy, svatého Patrika do tehdy ještě pohanského Irska a Británie. Biskup Palladius byl vyslán o rok dříve, z Irska brzy uprchl a zemřel v roce 432 v Británii.

## Hrob a ostatky
Zemřel jako svatý vyznavač přirozenou smrtí. Podle Liber pontificalis byl 6. dubna 432 pohřben v Římě v Priscilliných katakombách ve vlastním mauzoleu (sarkofágu), které bylo po roce 449 vyzdobeno malbami s motivy z dogmatu o monofyzitismu podle závěrů koncilu v Efesu. Po jeho smrti zůstal římský stolec 21 dnů prázdný.
Jeho ostatky byly později přeneseny do římské baziliky sv. Praxedy, další do baziliky svatého Pavla za hradbami a do kostela sv. Štěpána (San Stefano) v Bologni.

## Ikonografie
- Bývá vyobrazen jako papež s tonzurou, v liturgickém oděvu, s tiárou a palliem, jak pravicí žehná, v levici často drží hůl s dvojitým patriarším křížem nebo knihu.
- Byl uctíván jako
  - spolupatron města Bologna,
  - patron cechu knihařů.